# Морська змія лусонська
Морська́ змія́ лусо́нська (Leioselasma semperi) — отруйна змія родини Аспідових, також відома під назвами таа́льська морська́ змія́, морська́ змія́ Семпера.

## Опис
Загальна довжина коливається від 50 до 70 см. Голова маленька. Тулуб щільний. Хвіст досить плаский. Забарвлення темно-синє або чорне з жовтими або білими смугами поперек тулуба.

## Спосіб життя
Це єдина морська змія, що мешкає у прісній воді. Харчується рибою.
Це яйцеживородна змія. Самиці народжують до 3 дитинчат.

## Розповсюдження
Це ендемік Філіппін. Мешкає в озері Тааль на півдні острова Лусон. Це озеро має близько 20 км в поперечнику й розташоване у кратері згаслого вулкана.